# Квиток до раю (фільм, 2022)
«Квиток до раю» (англ. Ticket to Paradise) — художній фільм режисера Ола Паркера. У головних ролях Джордж Клуні, Джулія Робертс та Біллі Лурд.
Прокат фільму в Україні стартував з тижня допрем'єрних показів 08 вересня 2022 року.

## Сюжет
Випускниця університету Чикаго Рен Батлер супроводжує свою найкращу подругу Лілі в поїздці на Балі після закінчення навчання. Після того, як Лілі несподівано вирішує вийти заміж за місцевого жителя, її розлучені батьки намагаються утримати доньку від тієї ж помилки, яку вони вчинили 25 років тому. Тим часом Рен залишається на Балі на час свят і закохується в місцевого лікаря.

## У ролях
- Джордж Клуні — Девід Коттон
- Джулія Робертс — Джорджія Коттон
- Біллі Лурд — Рен Батлер
- Кейтлін Дівер — Лілі Коттон
- Лукас Браво — Пол

## Виробництво
Про початок роботи над фільмом стало відомо 26 лютого 2021 року. Головні ролі дісталися Джорджу Клуні та Джулії Робертс, а режисерське крісло зайняв Ол Паркер. «Квиток до раю» стане четвертою спільною роботою Клуні та Робертс після фільмів "Одинадцять друзів Оушена", "Дванадцять друзів Оушена" та "Грошовий монстр". Deadline.com зазначив, що кіностудія Universal планує випустити фільм у кінотеатрах. Інсайдери також повідомили, що керівники кіностудії Universal поспішили перешкодити стрімінговим сервісам в отриманні прав на поширення фільму.
9 березня 2021 року міністр зв'язку та мистецтв Австралії Пол Флетчер оголосив, що зйомки відбуватимуться в Квінсленді, зокрема на островах Вітсанді, Голд-Кості та Брисбені. У своїй заяві він каже, що фільм отримає грант у розмірі 6,4 мільйонів австралійських доларів (4,92 мільйона доларів США). Біллі Лурд та Кейтлін Дівер приєдналися до акторського складу у квітні 2021 року, а Лукас Браво — у жовтні. Зйомки розпочалися у листопаді 2021 року. Курорт Палм-Бей на Лонг-Айленді також використовуватиметься як місце зйомок.

## Реліз
Міжнародна прем'єра фільму запланована на 15 вересня 2022 в Австралії, і 21 жовтня 2022 у США. Спочатку прем'єра була запланована на 30 вересня 2022. В Україні прокат стартував 08 вересня 2022 з допрем'єрних показів.